# گان‌سیکلوویر
گان‌سیکلوویر (به انگلیسی: Ganciclovir)
رده درمانی: ضد ویروسها، نوکلئوزید پورین (صناعی) 
اشکال دارویی: آمپول

## موارد مصرف
سیتومگالو ویروس (CMV)، عفونت چشمی با سیتومگالو ویروس، گوارش. در ایدز، انسفالیت ویروسی با ضعف ایمنی کاربرد دارد.

## مکانیسم اثر
شیوه کار گان‌سیکلوویر در بدن اختلال در همانندسازی دی‌ان‌ای ویروس است. گان سیکلوویر پس از ورود به سلول توسط تیمیدین کیناز ویروس فعال می‌شود و موجب مهار عملکرد DNA پلی مراز ویروس می‌شود.

## عوارض جانبی
عوارض خونی، کاهش تعداد پلاکت خون، تمایل به خون‌ریزی، مشکلات کلیوی، تنگی نفس، کهیر، تهوع، ضایعات جلدی، درد عضلات، بی‌حالی، ضعف، افت فشار خون.